# 성좌-이탈리아 관계
성좌-이탈리아 관계는 바티칸 시국의 주권자인 성좌와 이탈리아 공화국 간의 특수관계를 말한다.

## 역사
로마의 함락 이후 바티칸의 포로 상태를 견뎌야 했던 교황 비오 9세와 교황 레오 13세 두 교황의 재위기간 동안 이탈리아 왕국과의 관계에는 어려움이 있었다. 레오 13세는 이탈리아가 프리메이슨에 의해 통제되고 있는 나라라고 비난하면서 이탈리아의 그리스도교 신자들이 선거에 참여하는 것을 금지했다.
그러다가 교황 비오 11세 때에 이르러서야 라테라노 조약 체결로 바티칸 시국이 수립함으로써 교황은 자주권을 보장받게 되었다. 교황 비오 12세와 교황 바오로 6세 때에는 기독교민주당이 이탈리아 정계에 큰 영향력을 미칠 정도로 성장하였다.

## 이탈리아 내 주바티칸 외국 대사관
바티칸 시국의 영토가 작기 때문에 주바티칸 외국 대사관들은 이탈리아 영토에 두고 있다. 바티칸 시국과 이탈리아 간에 체결된 조약에서는 이를 허용하고 있다. 주바티칸 이탈리아 대사관은 자국 영토에 있는 유일한 대사관이라는 점에서 국제 외교무대에서 특수하다고 볼 수 있다.
성좌는 전세계 176개국과 유럽 연합 및 몰타 기사단과 공식 외교 관계를 맺고 있다. 이들 나라가 주바티칸 대사로 임명한 공관들 중 69곳은 로마에 있지만, 성좌와 이탈리아 사이의 협정에 따라 한 사람이 성좌와 이탈리아 두 나라의 대사를 모두 겸임할 수는 없기 때문에 주바티칸 대사와 주이탈리아 대사를 별개로 두고 있다.

## 같이 보기
- 라테라노 조약